# Фантастичні звірі: Таємниці Дамблдора
«Фантастичні звірі: Таємниці Дамблдора» (англ. Fantastic Beasts: The Secrets of Dumbledore) — американсько-британське фентезі режисера Девіда Єйтса на основі сценарію британської письменниці Дж. К. Ролінґ за співавторством сценариста Стіва Кловза. Кінокартина є приквелом серії фільмів про Гаррі Поттера і третьою частиною серії фільмів «Фантастичні звірі», а також одинадцятою стрічкою франшизи «Wizarding World». Головну роль у фільмі зіграє британський актор, лауреат премії «Оскар» Едді Редмейн.
Основний процес знімання повинен був розпочатися на початку 2020 року. Однак 16 березня 2020 року керівництво студії Warner Bros. ухвалило рішення про перенесення початку знімання картини через ситуацію навколо коронавірусу COVID-19 й офіційно вони почалися лише в вересні 2020 року, а дата виходу була призначена на 12 листопада 2021 року, проте, через продовження пандемії і заміни Джонні Деппа на Мадса Міккельсена прем'єра фільму була знову перенесена, на 15 липня 2022 року. Остаточна дата прем'єри — 8 квітня у Великій Британії та 15 квітня у США. Прем'єра в Україні відбулась 26 травня 2022 року.

## Синопсис
Другий фільм завершується на вигнанні Ґелерта Ґріндельвальда з Парижа, що коштувало Ньюту Скамандеру втрати Креденція Бербоуна і смерті багатьох агентів МАКОСША (Магічного Конгресу США). Однак, завдяки бою з Ґріндельвальдом Ньюту вдається вкрасти у нього бульбашку з кров'ю — символ клятви, що не давала Албусу Дамблдору і Ґріндельвальду битися один проти одного і передати її Албусу.
В цей момент Ґріндельвальд дарує Креденцію чарівну паличку, і, коли прилітає Фенікс, повідомляє, що цей птах завжди приходив на поміч у потрібну хвилину до всіх представників роду, до якого належить обскур. Ґріндельвальд відкриває справжнє ім'я обскура: Аврелій Дамблдор.

## Сюжет
Гуйлінь, Китай, 1932 рік: Ньют Скамандер допомагає Цілінь — чарівній істоті, яка може бачити як душу, так і майбутнє — народити дитину. Помічники Ґелерта Ґріндельвальда на чолі з Креденцієм Бербоуном нападають і вбивають матір і викрадають новонародженого. Згодом Ґріндельвальд вбиває істоту, щоб використати її здатність передпізнавання. Однак, не знаючи, що у Цілінь народилися близнюки, молодшого з яких Ньют рятує.
Не маючи змоги битися з Ґріндельвальдом через їхній кровний договір, Албус Дамблдор вербує Ньюта, його брата Тесея, вчителя Чарів Ілверморні Лалі Хікса, сенегальсько-французького чарівника Юсуфа Каму, американського пекаря-маґла Джейкоба Ковальського і помічницю Ньюта Банті Бродакр, щоб зірвати план Ґріндельвальда щодо світового панування. Юсуф Кама визначений як шпигун у найближчому оточенні Ґріндельвальда, а інших відправляють до Берліна, Німеччина. Опинившись там, група стає свідком того, як Ґріндельвальда виправдовують за всіма кримінальними звинуваченнями Міжнародною конфедерацією чарівників (МКЧ) і згодом балотується на посаду Голови. Ньют передав послання Албуса Антону Фогелю, нинішньому Голові, щодо того, що слід робити правильні речі, а не легкі. Антон Фогель каже раді МКЧ, що, на його думку, арешт Ґріндельвальда може допомогти останньому отримати більшу підтримку, але його поразка на законних виборах підірве його сили. Пізніше Албус зауважує Ньюту, що Фогель вибрав легкий шлях.
Помічники Ґріндельвальда, які підірвали німецьке міністерство магії, арештовують Тесея і планують вбивство кандидата на посаду Голови, латиноамериканки Вісенсії Сантос. Дамблдор доручає Ньюту врятувати Тесея, а Лаллі разом із Джейкобом — зупинити вбивство. Поки Ньют рятує свого брата з таємної німецької чарівної в’язниці, Лаллі та Джейкоб зупиняють спробу вбивства; однак згодом Джейкоба обвинувачують у спробі вбити Ґріндельвальда, він і Лаллі ледве втікають, даючи Ґріндельвальду привід налаштувати світ чарівників проти всіх маґлів. Тим часом Ґріндельвальд посилає Креденція вбити Албуса Дамблдора. Дамблдор швидко перемагає Креденція, який, як виявилося, є позашлюбним сином молодшого брата Албуса, Аберфорта Дамблдора.. Дізнавшись, хто його батько, і будши врятований Албусом, Креденцій починає сумніватися в своїй вірності Ґріндельвальду.
Чарівні світові лідери збираються в Бутані, щоб обрати нового Голову Міжнародної конфедерації чарівників за допомоги стародавньої традиції, коли цілінь визнає одного з претендентів гідним, схиляючись перед його чистим серцем. Маючи можливість бачити майбутнє, Ґріндельвальд знає, що Албус і Ньют приведуть на церемонію близнюка Цілінь. Він розміщує своїх послідовників у селі Бутан, щоб перехопити команду Албуса. Про це відомо й Албусу, тому він готує п’ять валіз, щоб збити супротивника з пантелику, і члени команди вирушають на місце церемонії окремо.
Ґріндельвальд використовує некромантію, щоб реанімувати Цілінь, яку він вбив раніше. Він приносить її в село і під час церемонії інтронізації змушує Цілінь вклонитися йому, таким чином маніпулюючи виборами. Він негайно оголошує війну всім маґлам і катує Джейкоба за спробу його вбити; однак Креденцій, Ньют і Куіні Ґолдштейн, що раніше приєдналася, а потім відреклася від Ґріндельвальда, викривають його. Банті випускає вижившу Цілінь, яка згодом вклоняється Дамблдору. Албус відмовляється від цієї посади, і замість цього Головою обирають Вісенсію Сантос. Розлючений Ґріндельвальд намагається вбити Креденція, якого захищають Албус і Аберфорт. Зіткнення заклинань Дамблдора і Ґріндельвальда порушує кровний договір, який не дозволяв їм атакувати один одного. Подальша битва між ними заходить у глухий кут, і Ґріндельвальд зникає.
Після цього Аберфорт приймає вмираючого Креденція і забирає його додому. Джейкоб і Куіні одружуються в колишній пекарні в Нью-Йорку, на якій присутня більшість учасників групи та Тіна Голдштейн. Дамблдор спостерігає за церемонією здалеку. Ньют помічає його, що сидить на лавці через дорогу, і виходить поговорити з ним. Альбус дякує Ньюту, дивиться ще трохи, а потім відходить у ніч.

## У ролях

### Акторський склад
- Едді Редмейн у ролі Ньютона (Ньюта) Артеміса Фідо Скама́ндера: Співробітник британського Міністерства Магії в відділі звірів Департаменту з регулювання і контролю магічних істот, а також самопроголошений магізоолог. Він зіграв важливу роль у виправленні подій жорстокого нападу в Нью-Йорку в грудні 1926 року за участю темного чарівника Ґелерта Ґріндельвальда. Крім того, він є довіреною особою великого Албуса Дамблдора, всупереч тому, що був вигнаний з певних кіл британського чарівного товариства через своє строкате минуле і свій специфічний характер.
- Кетрін Вотерстон у ролі Порпентіни (Тіни) Ґольдштейн: досвідчений співробітник Магічного Конгресу США.
- Ден Фоґлер у ролі Якоба Ковальського: Маґл, ветеран Першої Світової війни, власник пекарні.
- Елісон Судол у ролі Квіні Ґольдштейн: Симпатична і життєрадісна молодша сестра Тіни, яка працювала разом з нею в Магічному Конгресі США в Федеральному бюро дозволів на використання чарівних паличок. Вона потужний природний легілімент. Переконавшись, що Ґріндельвальд здійснить її мрію вийти заміж за маґла Якоба вона приєднується до нього, врешті-решт кинувши свого коханця і сестру.
- Езра Міллер у ролі Креденція Бербоуна/Аврелія Дамблдора: Засмучена прийомна жорстоко ображена й забита дитина. Розлючений брутальним поводженням з ним інших людей став винуватцем інциденту за участю свого обскура та Ґріндельвальда, що відбувався в 1926 році в Нью-Йорку, що в підсумку призвело до жертв і масових руйнувань. Після цих подій йому вдалося вижити, після чого він був розшуканий і переманений на свій бік Ґріндельвальдом.
- Каллум Тернер у ролі Тесея Скама́ндера: Старший брат Ньюта Скамандера, шановний і відданий службовець британського Міністерства Магії. Він прославився як «герой війни» за відмінний прояв хоробрості й великодушності в Першу Світову війну. Він постійно намагається приручити брата Ньюта, щоб той став елегантнішим й стриманішим, щоб його краще брали в суспільстві. Він втратив свою наречену Лету Лестрандж у вересні 1927 року, після того, як вона пожертвувала собою на мітингу прихильників Ґріндельвальда в Пер-Лашез, Париж, щоб врятувати братів Скамандер.
- Джуд Лоу у ролі Албуса Персіваля Вулфрика Браяна Дамблдора: Надзвичайно впливовий і могутній чарівник в британській магічній спільноті, відомий в британському Міністерстві Магії і у всьому чарівному світі своїм академічним блиском. Він також є професором захисту від темних мистецтв в Школі чарів та чаклунства Гоґвортс.
- Джессіка Вільямс[en] роль: Професорка Евлалія Гікс: Ілверморнської школи чаклунства і чарівництва.
- Джонні Депп (до листопада 2020); Мадс Міккельсен у ролі Ґеллерта Ґріндельвальда: Сумнозвісний, але неймовірно могутній темний чарівник, який став винуватцем масового насильства, терору і хаосу в усьому світі, прагнучи очолити новий магічний світовий порядок, оснований на його вірі в перевагу чарівників над простими людьми.
- Річард Койл[en] у ролі Еберфорса Дамблдора.
- Олександр Кузнєцов у ролі Хельмута[6].

### Кастинг
У квітні 2018 року Дж. К. Ролінґ повідомила, що персонаж Єулалі Хікс (Джессіка Вільямс), що мигцем з'явилася у «Злочинах Ґріндельвальда», буде відігравати набагато більшу роль в сюжеті третього фільму серії. У жовтні того ж року, ще до виходу «Злочинів Ґріндельвальда», Джонні Депп підтвердив своє повернення в третьому фільмі в ролі головного антагоніста. Всупереч звинуваченням в побутовому насильстві, що були висунуті проти нього колишньою дружиною Ембер Херд у 2016 році актор отримав підтримку з боку Девіда Єйтса і Дж. К. Ролінґ і було підтверджено, що він продовжить роботу над третьою частиною Фантастичних звірів. Однак у квітні 2019 року з'явилася інформація про те, що Warner Bros планує усунути актора від участі в зніманні 3-го фільму задля збереження репутації студії. Як повідомляє сайт Page Six:
|  | Директора Warner Bros загадуються над питанням, як впоратися з проблемою участі Джонні Деппа у франшизі. Високопоставлені жінки в студії дуже стурбовані роботою з Деппом і повідомленням, яке він посилає публіці.» |

Проте, вже в кінці липня 2019 інтернет-портал Backstage оголосив, що кастинг-директор Фіона Вейр вже розпочала процес відбору акторів для нового фільму. Портал також підтверджує участь в проєкті Джонні Деппа, а також акторів Едді Редмейна, Кетрін Вотерстон, Ден Фоґлер і Джуда Лоу, які в новому фільмі повернутися до своїх ролей.
На початку листопада 2019 року офіційний сайт франшизи WizardingWorld.com [Архівовано 15 січня 2021 у Wayback Machine.] аналогічно підтвердив присутність Джонні Деппа і Джессіки Вільямс в третьому фільмі серії.
У листопаді 2020 стало відомо, що на прохання студії Warner Bros. Джонні Депп припинить свою участь в проєкті через судові розгляди і скандал, що виник навколо його персони після звинувачень в сімейному насильстві. А вже 25 листопада була підтверджена інформація про те, що роль головного антагоніста серії Ґелерта Ґріндельвальда виконає данський актор Мадс Міккельсен.
У січні 2021 роки актор Річард Койл оголосив у своєму Instagram акаунті, що також візьме участь у зйомках, не повідомивши при цьому, яку конкретно роль він виконає.

## Розробка фільму
Незабаром після виходу другого фільму серії Фантастичні звірі: Злочини Ґріндельвальда, в листопаді 2018 року актори Едді Редмейн і Джуд Лоу розповіли, що їм уже повідомили про назву третьої частини і про те, що дії фільму розгорнуться в Ріо-де-Жанейро. А один зі сценаристів, автор ідеї та серії книг про Гаррі Поттера Дж. К. Ролінґ не раз давала у своєму Twitter акаунті підказки й натяки про сюжет і місце дії фільму. Наприклад, в листопаді 2018 року вона встановила на титульний фон свого акаунта в Twitter фотографію Ріо в стилі 1930-их років, пізніше, на питання одного з фанатів Роулінг підтвердила, що дії фільму дійсно розвернуться в одному з найбільших міст Бразилії.
У січні-лютому 2019 року Дж. К. Ролінґ і творці третьої частини вирішили переробити сценарій фільму, що ймовірно призвело до затримки початку зйомок, і отже — до затримки та перенесення дати виходу фільму на кіноекрани. Пізніше в інтерв'ю актор Ден Фоґлер пояснив цю відстрочку тим, що третій фільм буде набагато масштабнішим за два попередніх — тож вимагає набагато більшої підготовки. Незабаром після цього Кевін Цудзіхара, тодішній президент Warner Bros. повідомив про бажання максимально виправдати очікування фанатів серії. За його словами, найскладніший момент в цій франшизі полягає в його фанатах, більшість з яких є великими знавцями чарівного світу і готові придивлятися до кожної дрібниці, що також може затягнути розробку.
У жовтні 2019 року актор Ден Фоглер заявив, що третій фільм буде знятий в лютому 2020 року. В листопаді 2019 року Дж. К. Ролінґ і Стівен Кловз закінчили роботу над сценарієм.
Прем'єра фільму запланована на 15 липня 2022 року. Однак навесні 2020 року знімання припинили через пандемію коронавірусу COVID-19.

## Зйомки
22 липня 2019 року на сайті інтернет-порталу Backstage було оголошено, що попереднє знімання фільму розпочнеться 27 липня. Початок основного знімання спочатку планувався на цей же період (липень 2019), але потім його кілька разів відсували назад через проблеми зі сценарієм. Знімання фільму розпочали 16 березня 2020 року, але припинили через пандемію коронавірусу COVID-19.
Хоча по заявах акторів і особисто Дж. К. Ролінґ сюжет фільму буде розвиватися в Бразилії, не виключено, що значна частина сцен як і завжди буде знята на студії в Лівсдені.

## Реліз
Прем'єра фільму в Україні від компанії «Warner Bros. Pictures» була запланована на 14 квітня 2022 року. Проте через початок масштабного вторгнення Росії на територію України, прем'єра відбулась 26 травня 2022.

### Маркетинг
Перший повноцінний трейлер вийшов 13 грудня 2021 року, де вперше показали Еберфорса Дамблдора у виконанні Річарда Койла та Ґріндельвальда, роль якого раніше виконував Джонні Депп, проте зараз її виконує Мадс Міккельсен.